# Farbkonzept
Das Farbkonzept (auch Farbauffassung, Farbgestaltung, Gestaltungsmöglichkeit, Gestaltungsprinzip der Malerei, Grundprinzip der Farbgebung, Farbkonzeption, Malkonzept, Malweise) bezeichnet die unterschiedliche Verwendung und Zusammenstellung von Farben beziehungsweise die Grundmöglichkeiten der Farbgestaltung in der Malerei.
Das Farbkonzept bestimmt wesentlich Atmosphäre, Gesamteindruck und Wirkung eines Bildes. Man unterscheidet zwischen eher bunten und eher tonwertigen Farbkonzepten. Sie lassen sich von bunt nach einfarbig und unbunt gliedern in Kolorismus, Chromatismus, Luminarismus, Valeurismus, Monochromie und Grisaille. Farbkonzepte lassen sich nicht bestimmten Epochen oder Stilrichtung zuordnen, sondern sie sind immer mal wieder zu finden.
In den Bereichen Architektur, Design, Fotografie, Innenarchitektur oder bei Webseiten spielen Farbkonzepte ebenso eine Rolle. Diese lassen sich seit den 1980er Jahren mit Hilfe von Computerprogrammen erstellen und werden dann häufig als Farbschemata bezeichnet. Farbe, Kontraste, Licht und Material sollen genau auf das Objekt, den Raum und die Funktion abgestimmt sein, um eine bestimmte Atmosphäre und Wirkung hervorzurufen.

## Kolorismus
Beim Kolorismus (lateinisch coloratus = farbig) (auch koloristisches Farbkonzept, koloristische Farbkonzeption, koloristisches Prinzip) dominiert die Buntheit der Farben den Gesamteindruck der Malerei. Intensive Farben und Farbkontraste sind als vorrangiges Gestaltungsmittel eingesetzt. Meist sind die Farben flächig, ohne Schattierungen und Variationen aufgetragen, die Kunstwerke sind häufig flach und plakativ. Eine Sonderform des Kolorismus ist der Cloisonnismus, bei dem die farbigen Flächen von schwarzen oder bunten Stegen umgeben sind, beispielsweise bei Georges Rouault (1871–1958).

Koloristische Bilder finden sich bereits in der antiken Malerei, später in der mittelalterlichen und spätmittelalterlichen Malerei, wo die Künstler eine klare, reine, kontrastreiche Farbigkeit bevorzugen. Malereien mit koloristischem Schwerpunkt finden sich in der venezianischen Malerei des 16. Jahrhunderts bei Tizian (um 1488/1490–1576) und Paolo Veronese (1528–1588), dann bei Peter Paul Rubens (1577–1640) und Eugène Delacroix (1798–1863). Typisch für die Anwendung des Kolorismus sind Malereien des Fauvismus (ca. 1905–1920) und des Expressionismus (ca. 1905–1919). Die entscheidende koloristische Malerei findet sich in der gegenständlichen und abstrakten Malerei des 20. und 21. Jahrhunderts, da hier die Farbe eine vordem unbekannte Selbständigkeit erfährt.

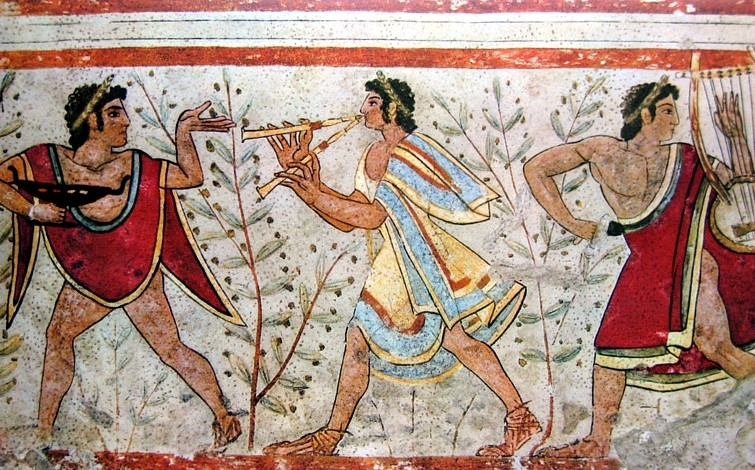
Etruskisches Fresko: Tänzer und Musikanten.
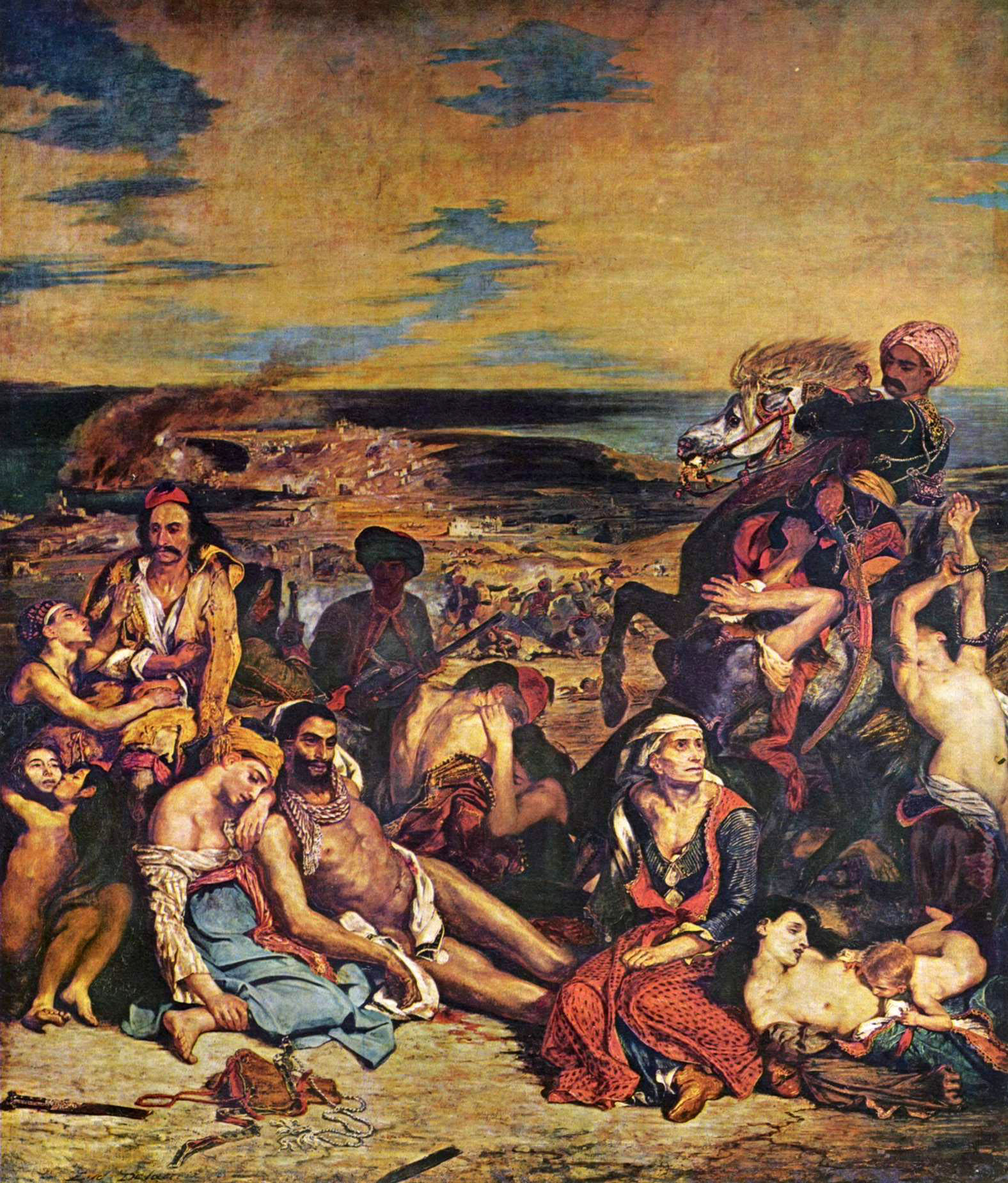
Eugene Delacroix: Massaker auf Chios.
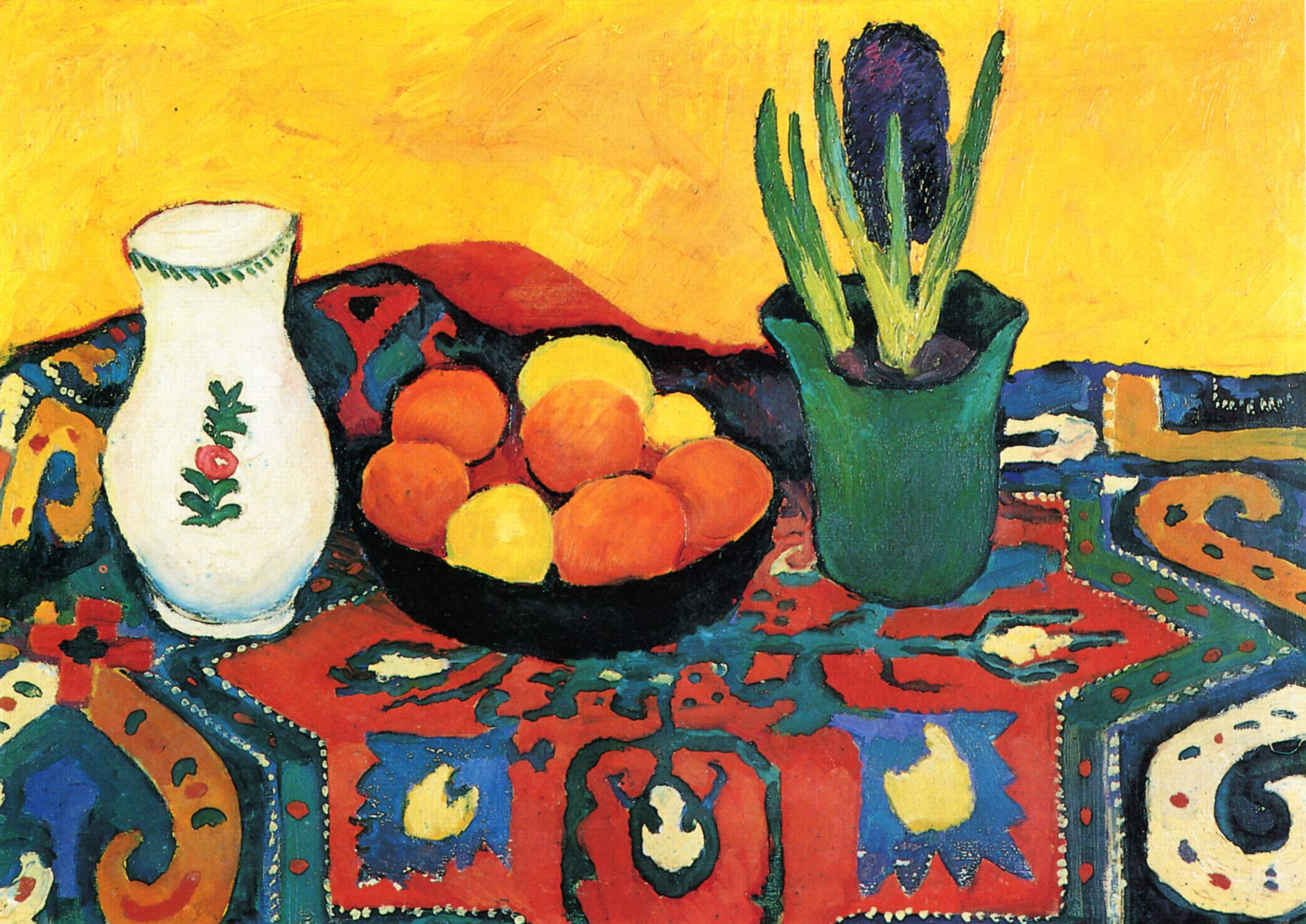
August Macke: Stillleben: Hyazinthenteppich.
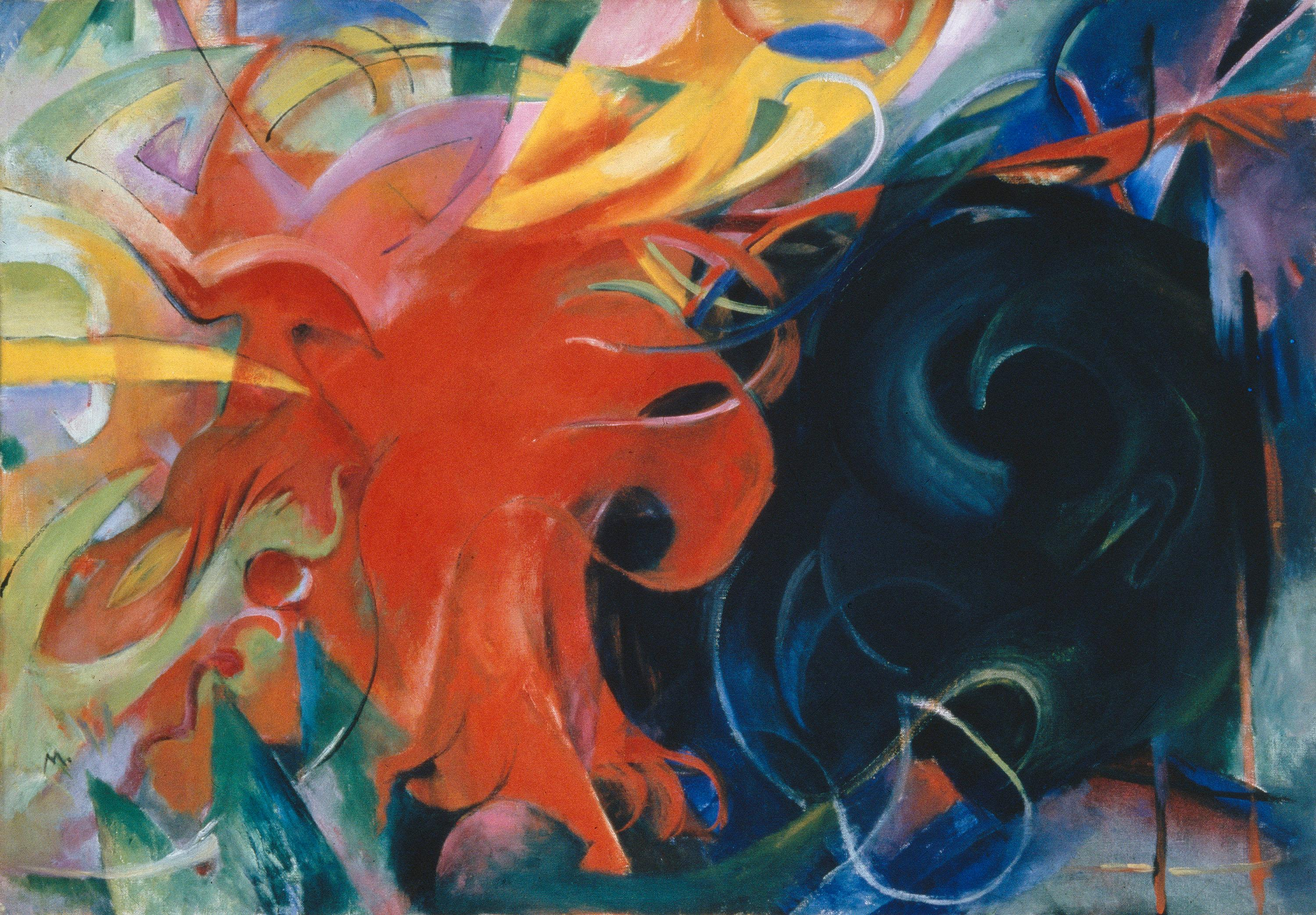
Franz Marc: Kämpfende Formen.
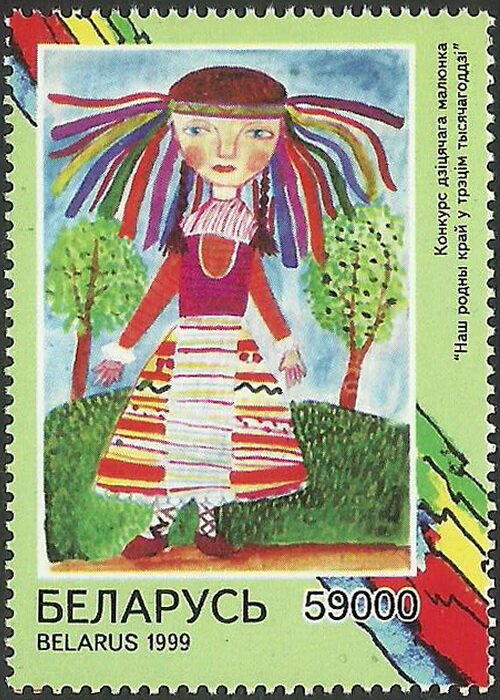
Malerei eines achtjährigen Mädchens. Briefmarke

## Chromatismus
Beim Chromatismus (altgriechisch chroma = Farbe) (auch chromatisches Farbkonzept, chromatisches Prinzip) entstehen Farb- und Lichtwirkung durch Zerlegung der Farbflächen (sogenannte Farbteilung) in einzelne, genau voneinander unterschiedene, kleine Flecken und Striche. Damit erreichen die Künstlerinnen und Künstler eine Steigerung der Farbintensität. Licht und Schatten können farbig sein, aber auch unbunt. Daneben findet der Simultankontrast Berücksichtigung. Die Bezeichnung Chromatismus entsteht in Anlehnung an die chromatische Tonleiter, bei der die Musiktöne in einzelnen, separaten Schritten aufeinander folgen. Dadurch lässt sich der Unterschied zwischen Chromatismus und  Kolorismus erklären.

Der Chromatismus findet sich in frühchristlichen Mosaiken, später zum Beispiel bei Francesco Guardi (1712–1793), John Constable (1776–1837), Eugène Delacroix (1798–1863), Francisco de Goya (1746–1828), Adolph von Menzel (1815–1905) oder Paul Cézanne (1839–1906). Besonders typisch für die Anwendung des Chromatismus ist die Malerei des Pointillismus (ca. 1889–1910).

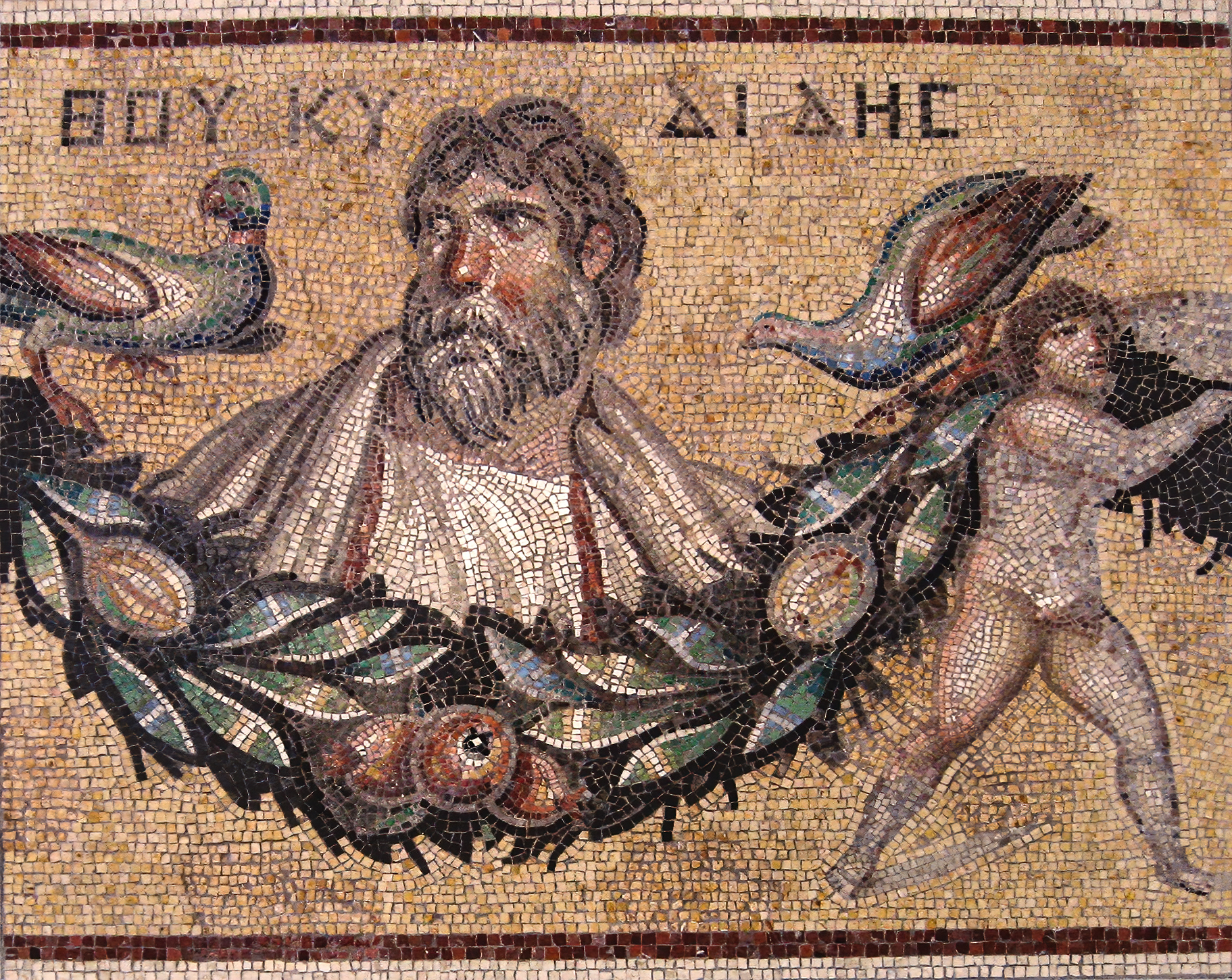
Mosaik aus Jerash, 3. Jh.
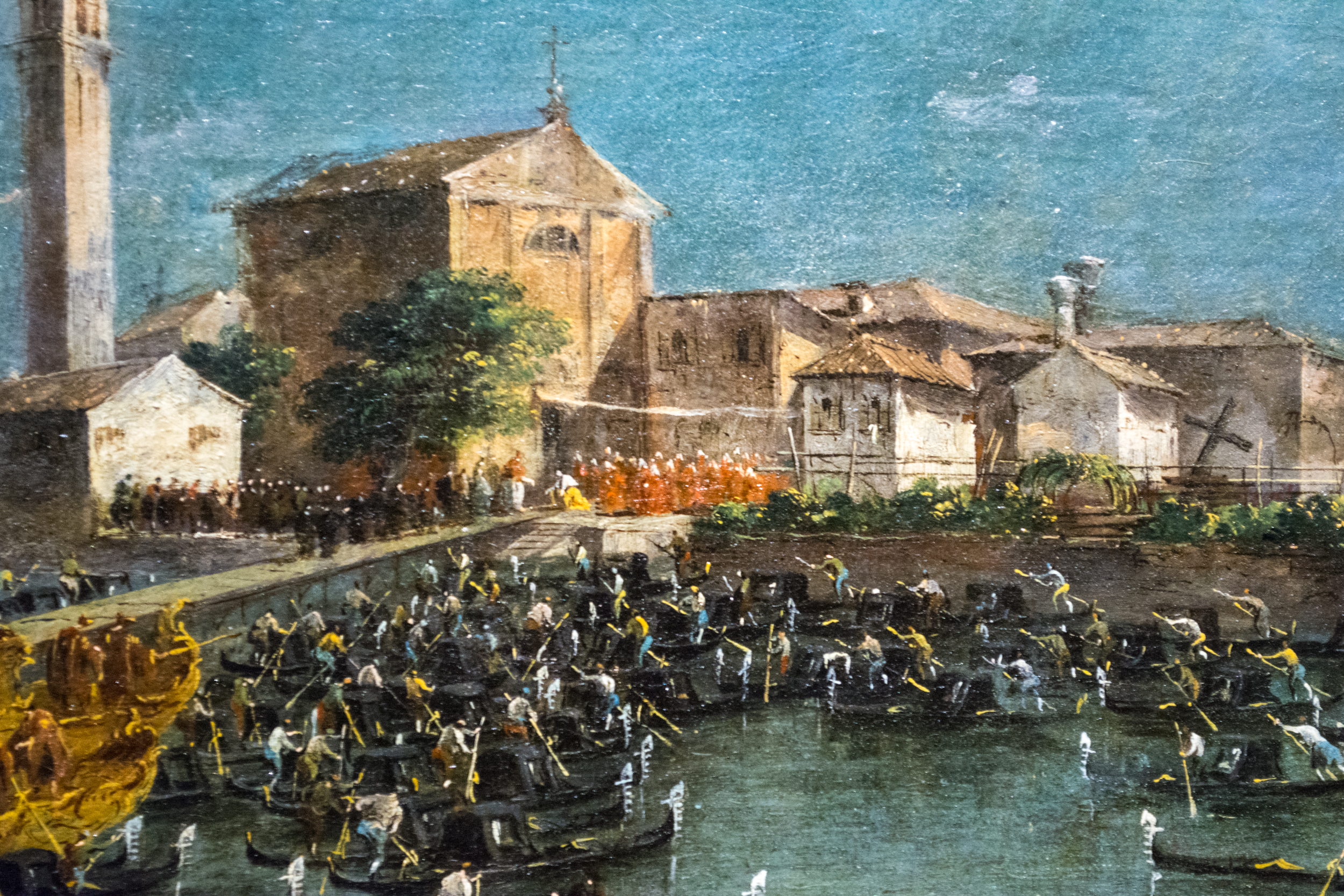
Francesco Guardi: Treffen Papst Pius VI. mit dem Dogen Paolo Renier. Ausschnitt.
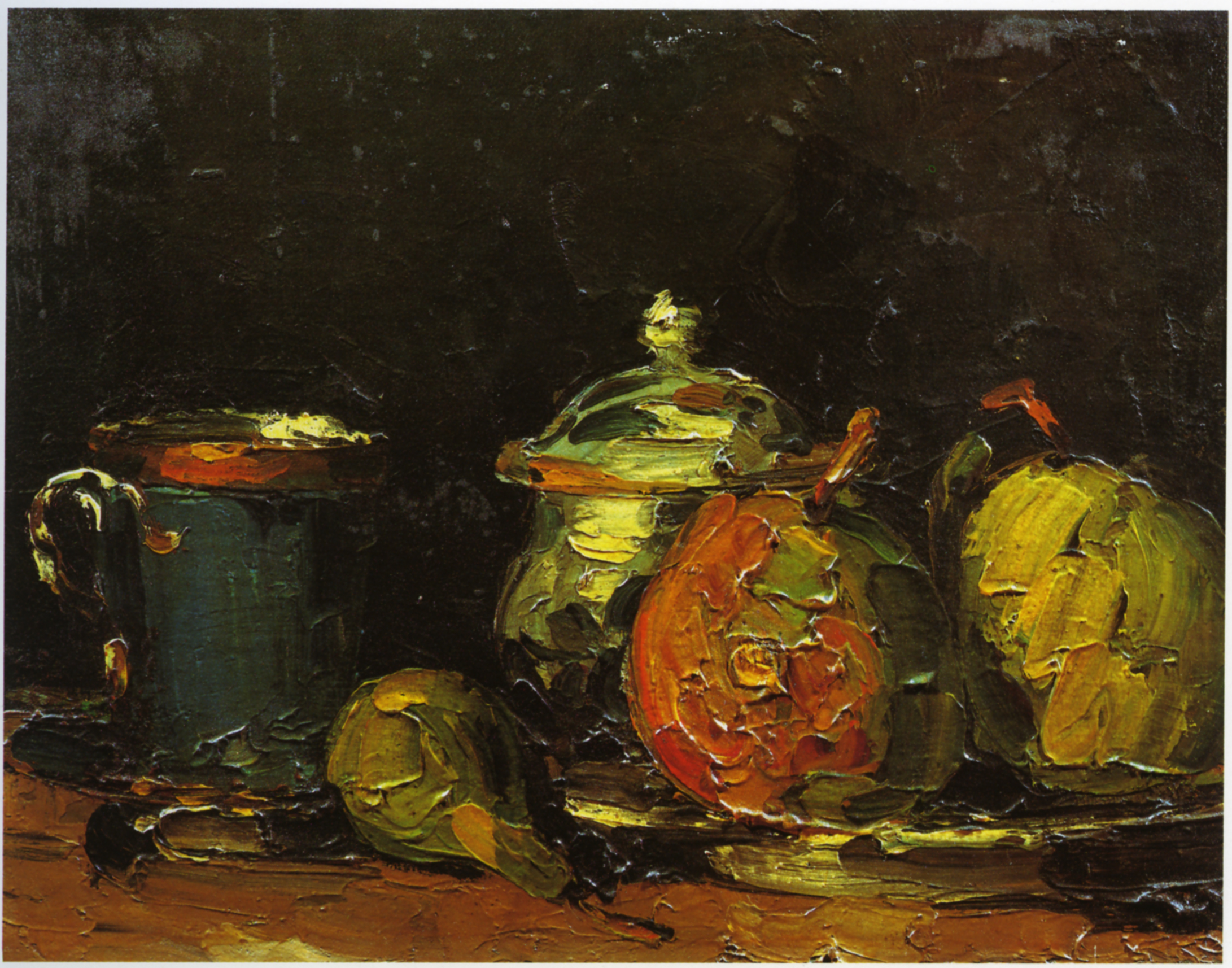
Paul Cézanne: Zuckerdose, Birnen und blaue Tasse.
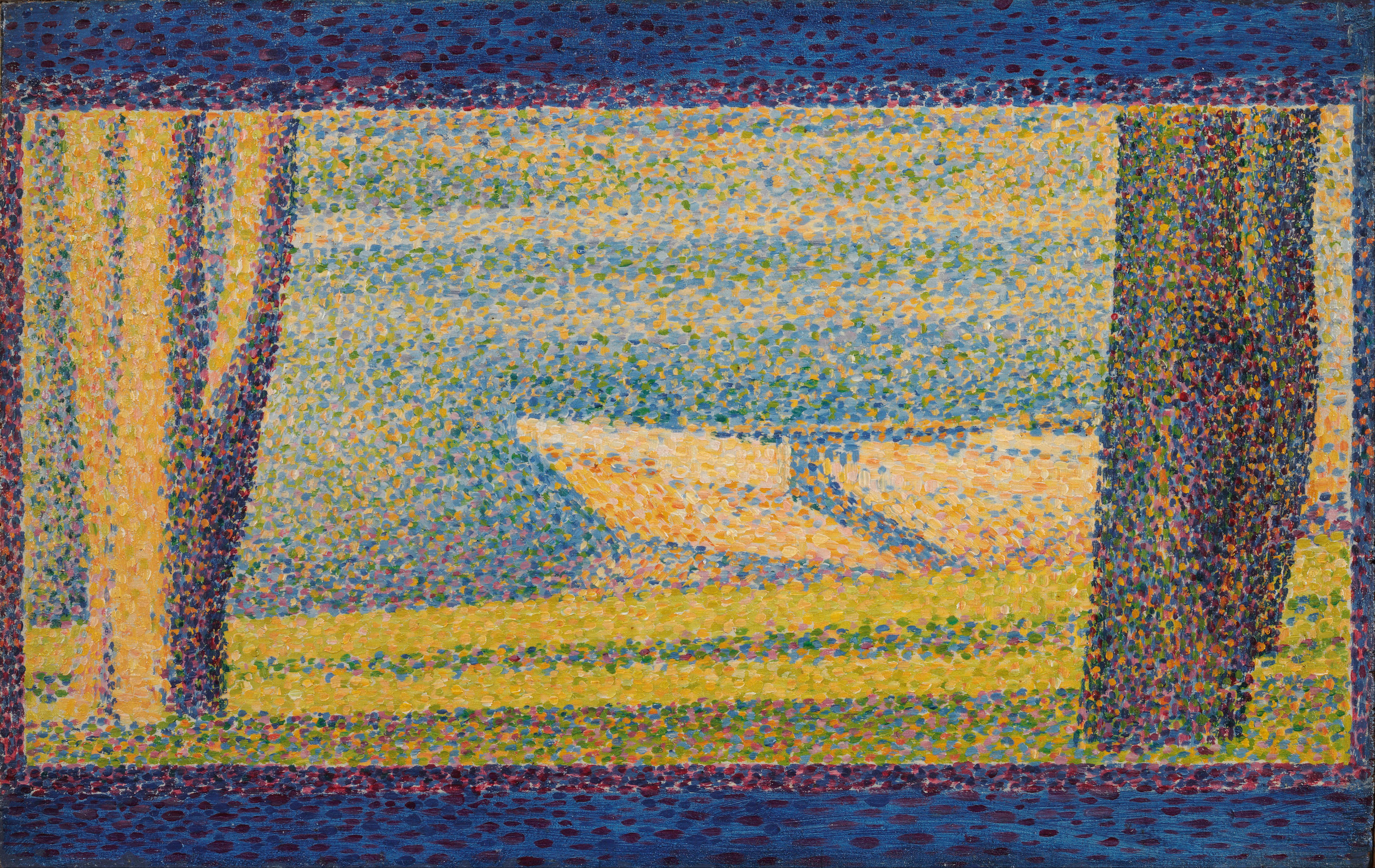
Georges Seurat: Vertäute Boote und Bäume (an der Seine).

## Luminarismus
Beim Luminarismus (lateinisch lumen = Licht) (auch luminaristisches Prinzip) dominiert das Licht gegenüber der Buntheit. Dabei sind die Farbübergänge von Licht und Schatten äußerst differenziert und meist allmählich (gleitend) gestaltet. Im Allgemeinen entstehen Licht und Schatten durch Beimischung von Weiß und Schwarz, können aber auch durch bunte Farbtöne zustande kommen. Die Hell-Dunkel-Modulation dient meist der Wiedergabe von Körperhaftigkeit (Plastizität) und der Dramatisierung der Licht-Schatten-Wirkung. Das Licht beeindruckt dann durch Glanz, Schimmern und Leuchten.

Der Luminarismus zeigt sich zum Beispiel in der altniederländischen Malerei (ca. 1420–1580), in der italienischen Malerei des 16. Jahrhunderts und im Impressionismus (ca. 1860–1900). In den Bildern des analytischen Kubismus (ca. 1910–1912) finden sich luminaristische Mittel mit hellen und dunklen Zonen. Dabei werden die Helligkeiten zu einem schimmernden Licht, zu einem „innerräumlichen“ Licht.

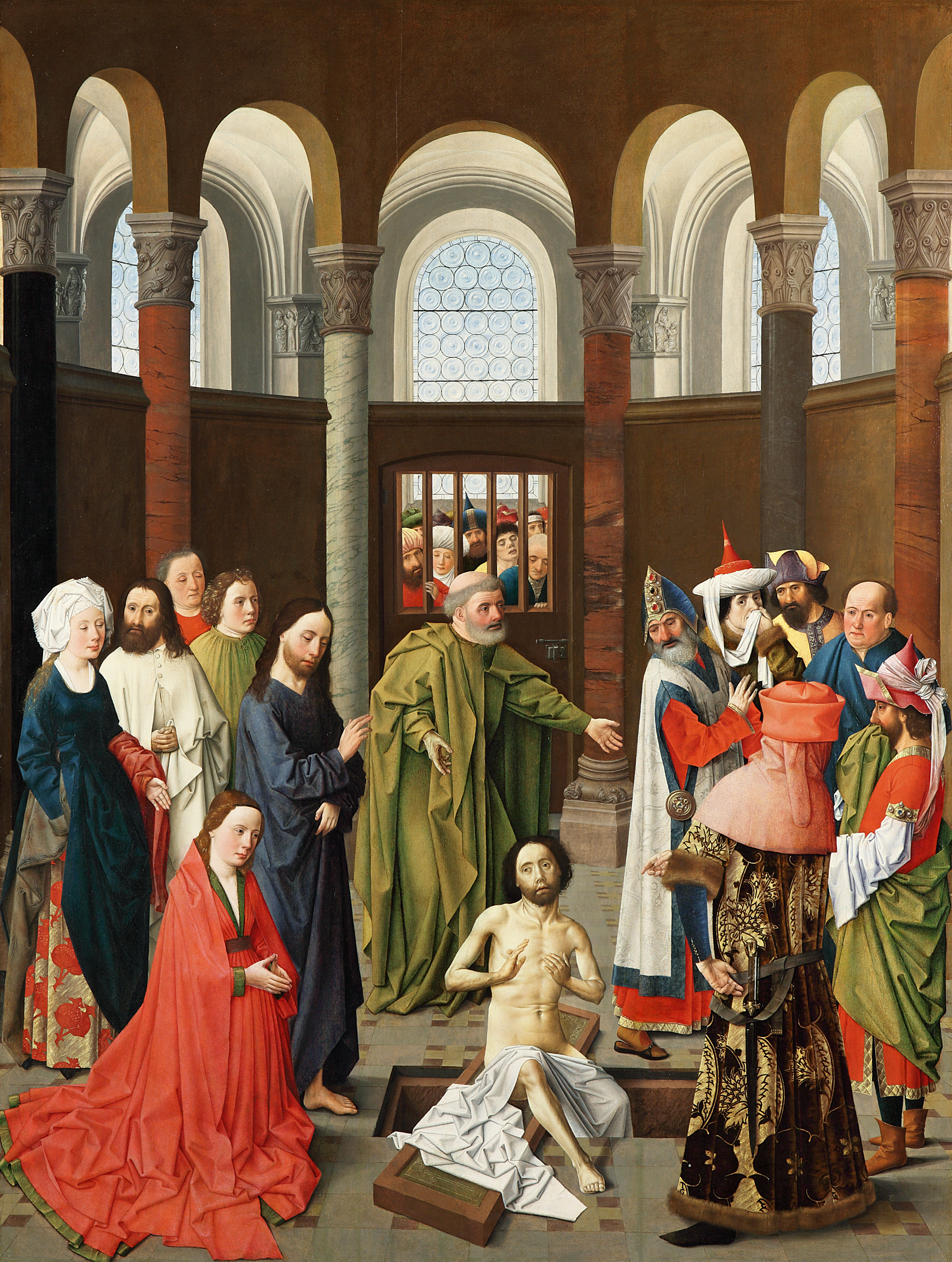
Aelbert van Ouwater: Auferweckung des Lazarus. Die feinen Abstufungen von Dunkel- bis Hellbraun in der Rückwand bilden einen Luminarismus.
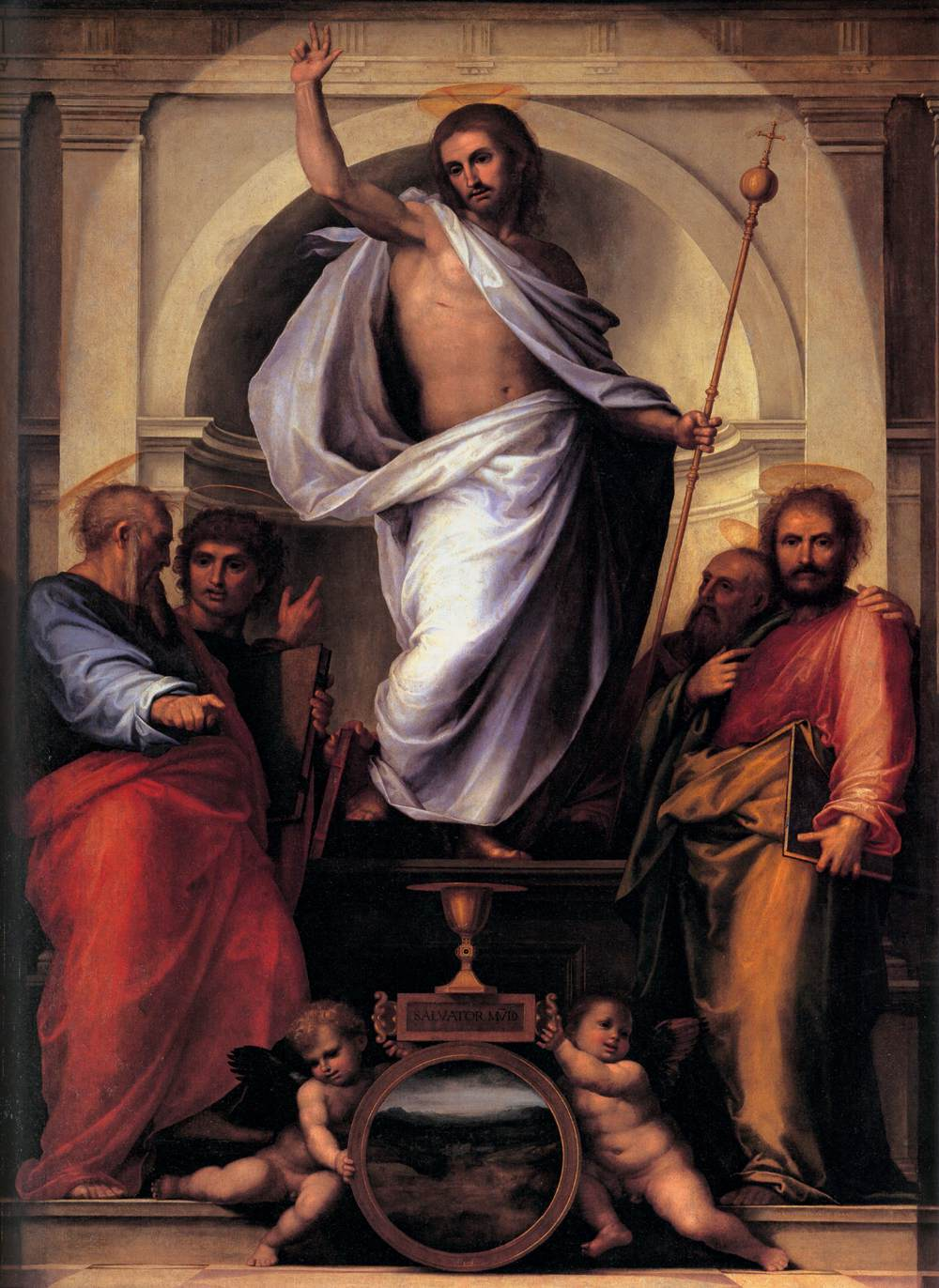
Fra Bartolomeo: Christus mit den vier Evangelisten.
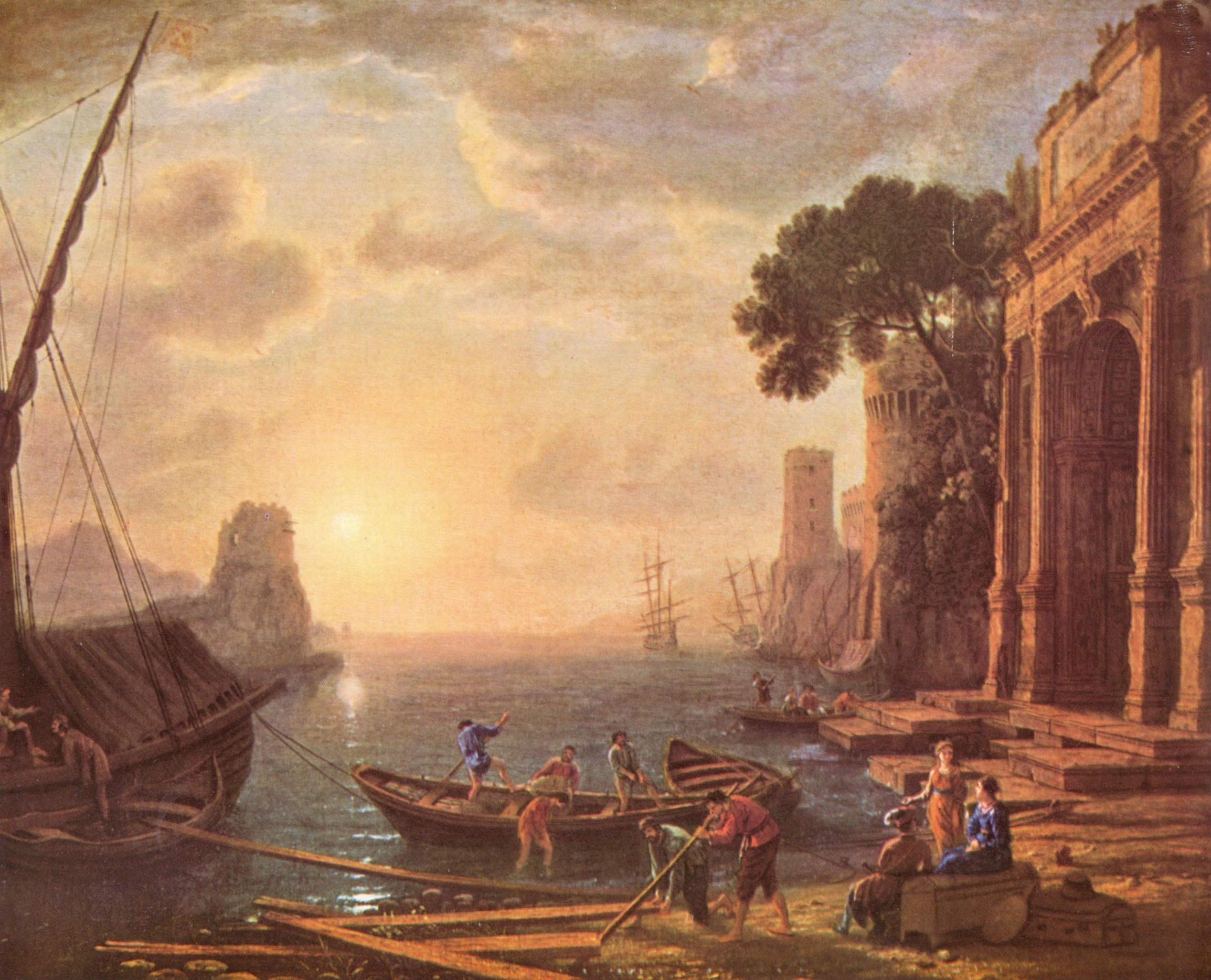
Claude Lorrain: Hafen bei Sonnenuntergang (Ankunft von Odysseus im Alcinoo-Palast).
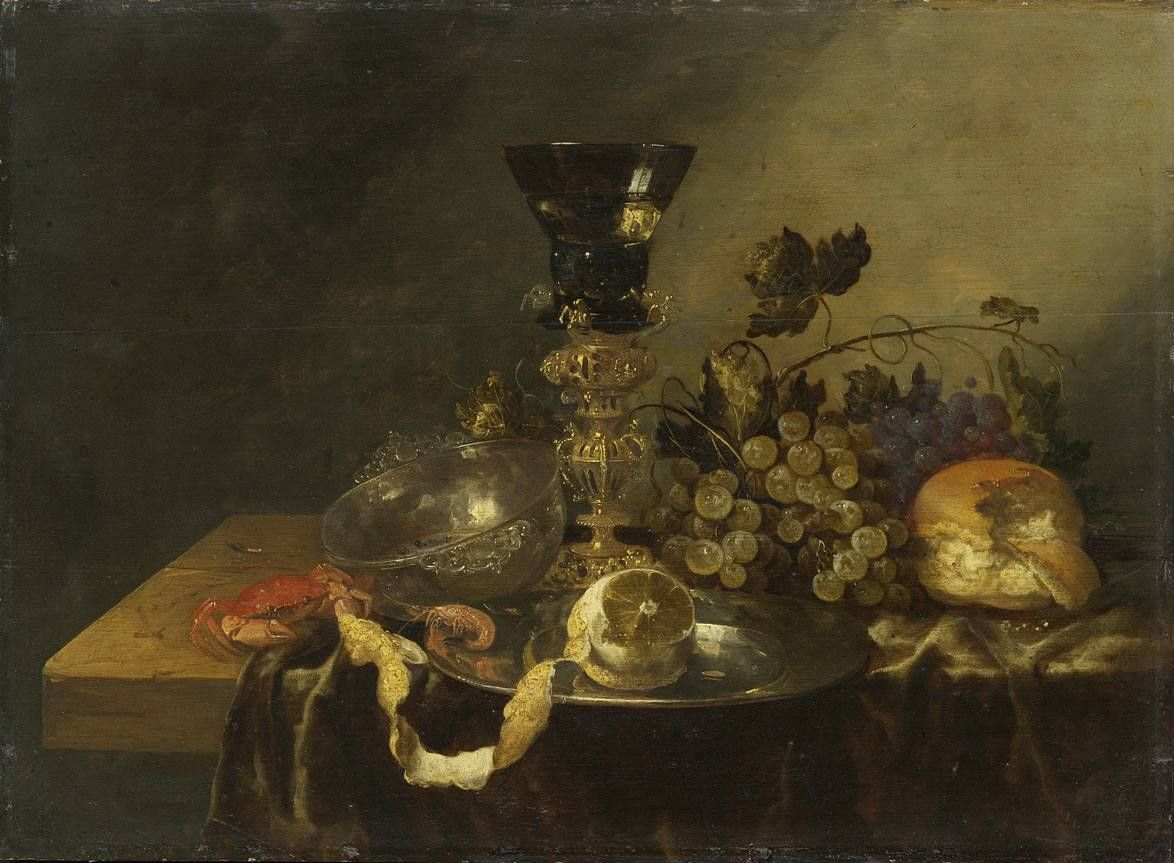
Abraham van Beyeren: Stillleben mit Silberschale und Becherschraube.
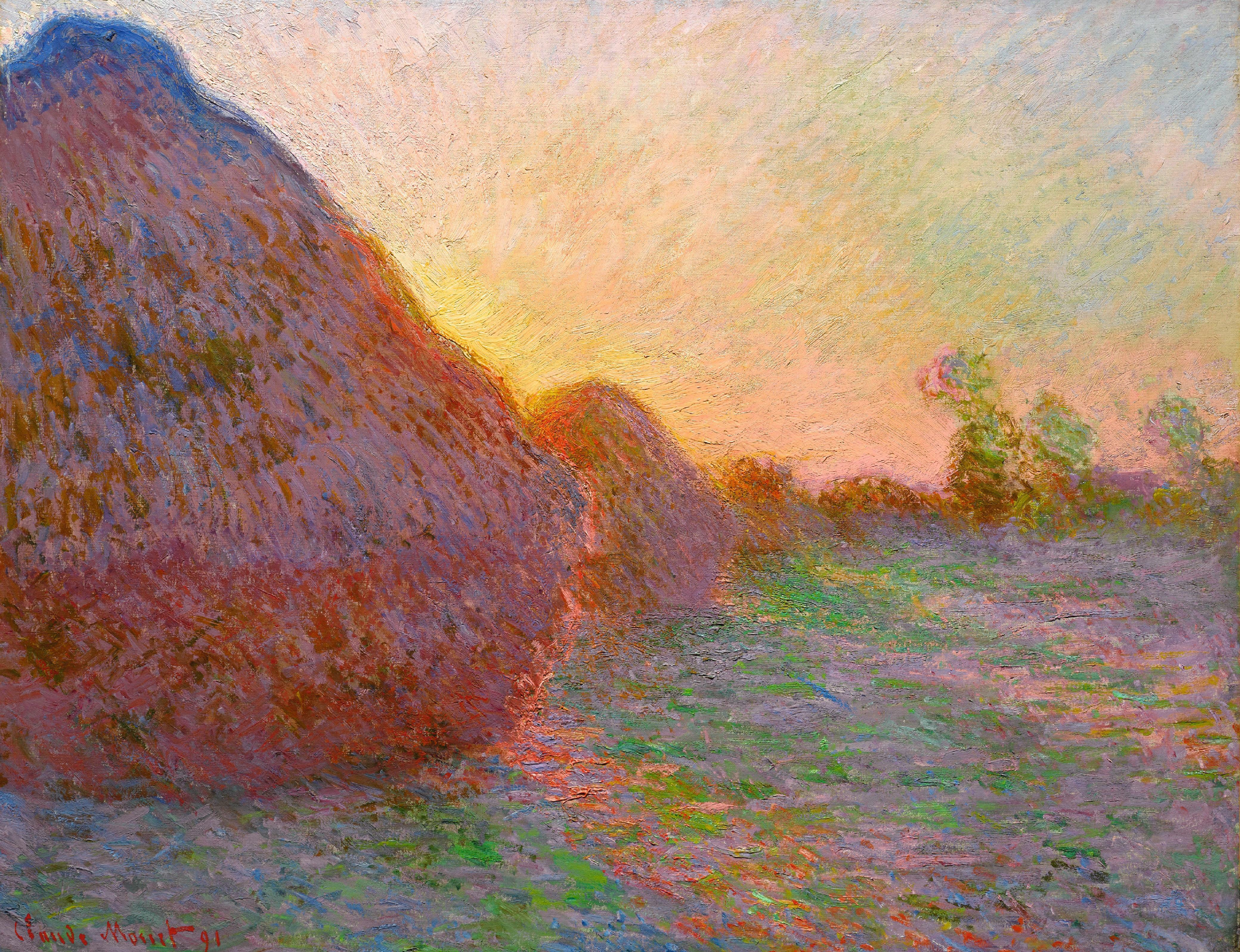
Rötlicher Eigenschatten und grün-bläulicher Schlagschatten. Claude Monet: Getreideschober.
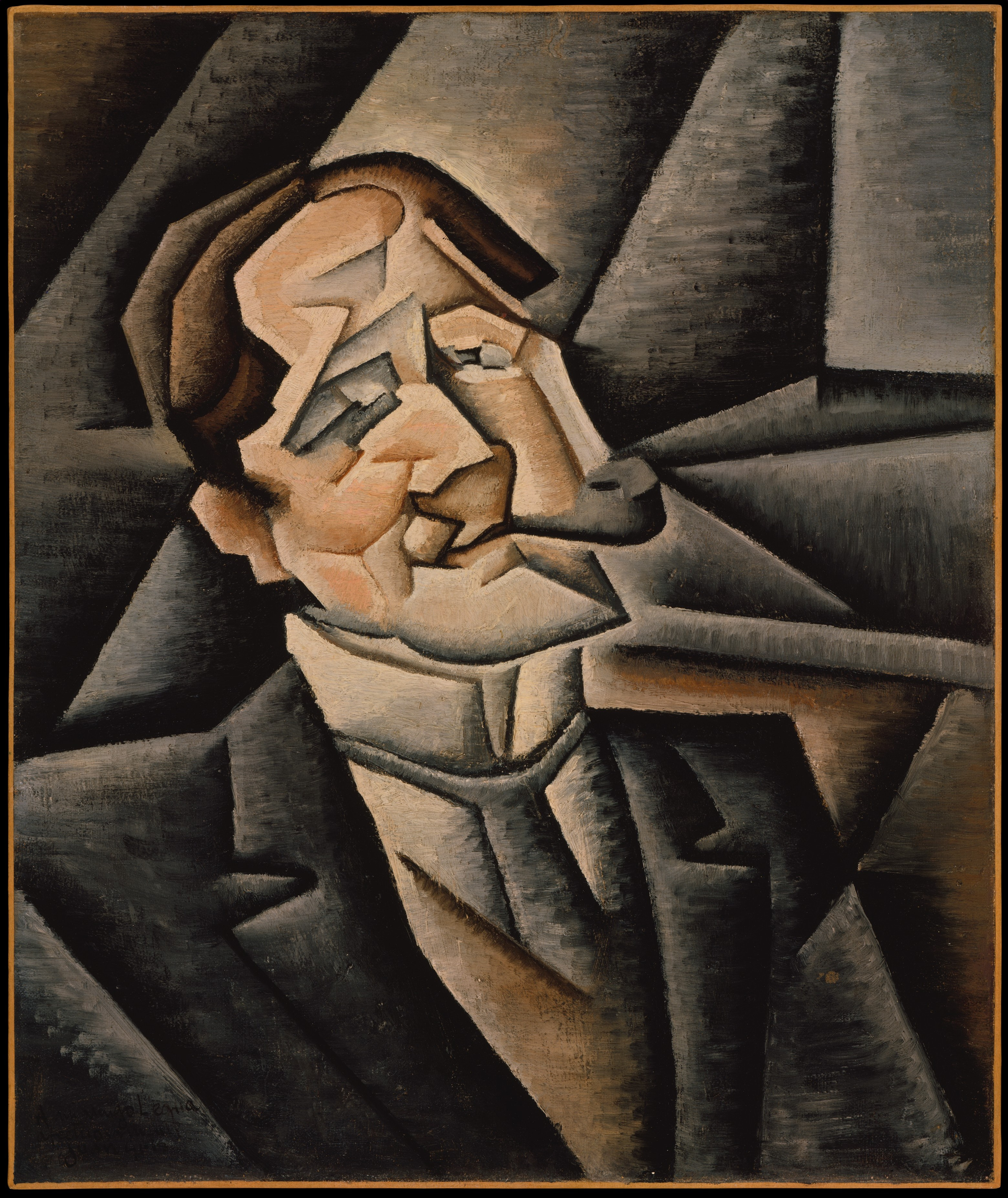
Juan Gris: Juan Legua.

## Valeurismus
Beim Valeurismus (französisch valeur = [Ton-]Wert) (auch Ton-in-Ton-Malerei, tonige Malerei, Tonmalerei, Valeurmalerei, valeuristisches Farbkonzept, valeuristische Farbkonzeption) herrscht ein einheitlicher Grundton vor, was einer Vereinfachung gleichkommt. Gleichzeitig weist die Malerei feinste Farbdifferenzierungen und Abstufungen auf, was eine äußerst raffinierte Bereicherung bedeutet. Der einheitliche Grundton ist häufig braun oder silbrig, seltener gelblich (golden) oder grünlich. Es können ausschließlich helle oder auch dunkle Farbtöne vorherrschen. Ebenso gut können Hell-Dunkel-Kontraste auftreten, aber keine starken Farbkontraste.

Der Valeurismus zeigt sich bei Rembrandt van Rijn (1606–1669). Der Künstler kann ein Braun aufhellen bis ins Fleischblasse und Bernsteinblonde oder es abdunkeln bis ins Schwarz. Der Valeurismus tritt auch in der Malerei des 19. Jahrhunderts auf oder bei Claude Monet (1840–1926). Besonders typisch für die Anwendung des Valeurismus ist die Malerei von Camille Corot (1796–1875).

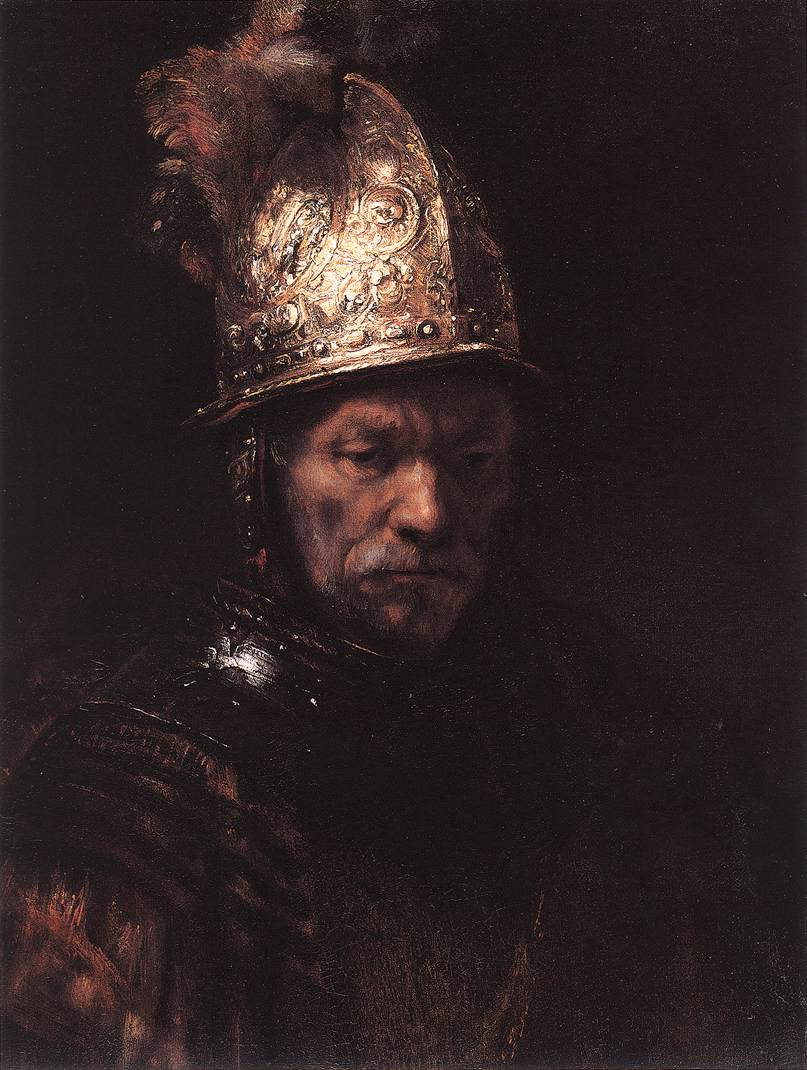
Kreis des Rembrandt van Rijn: Der Mann mit dem Goldhelm.
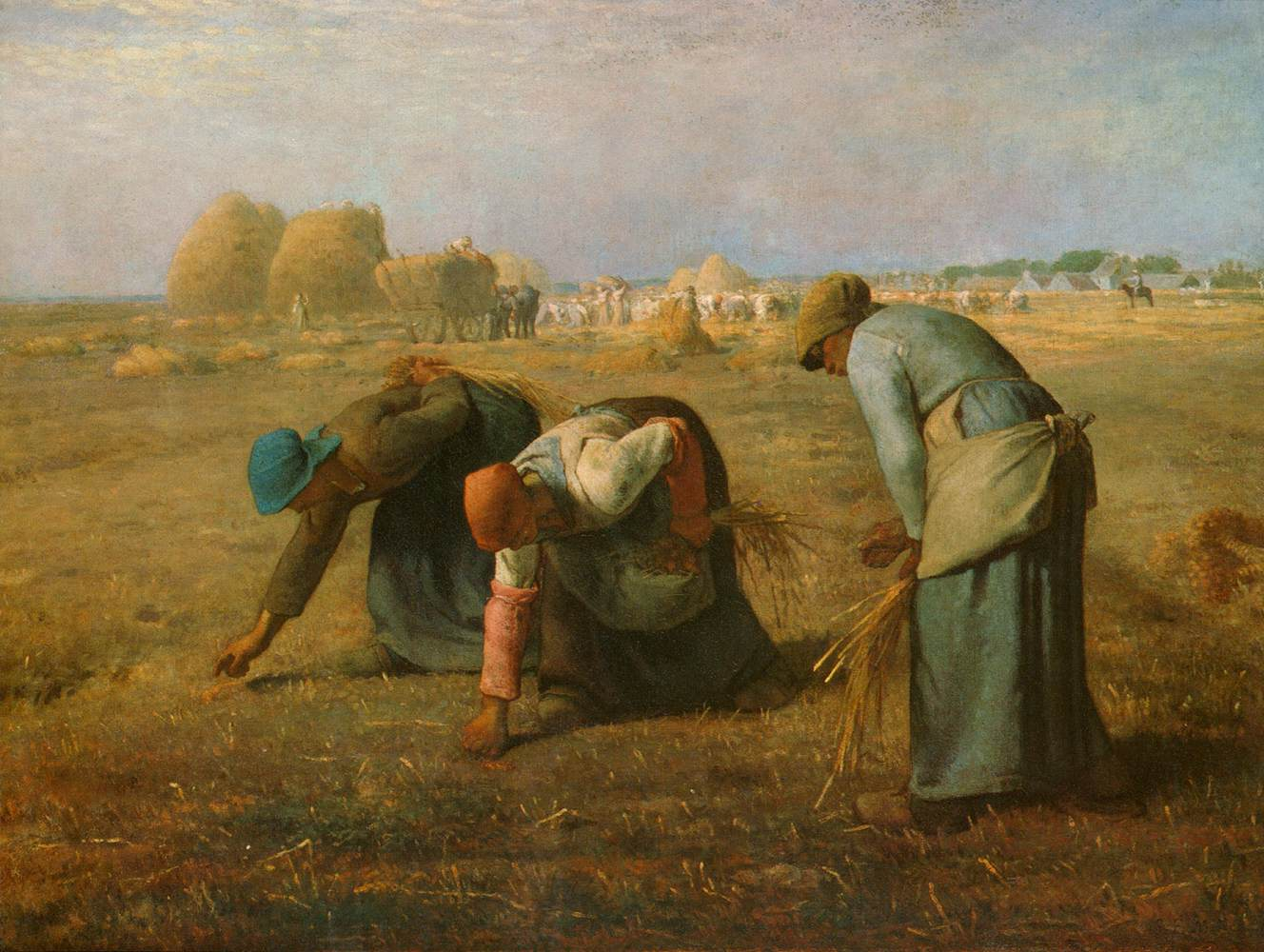
Jean-Francois Millet: Die Ährenleserinnen.
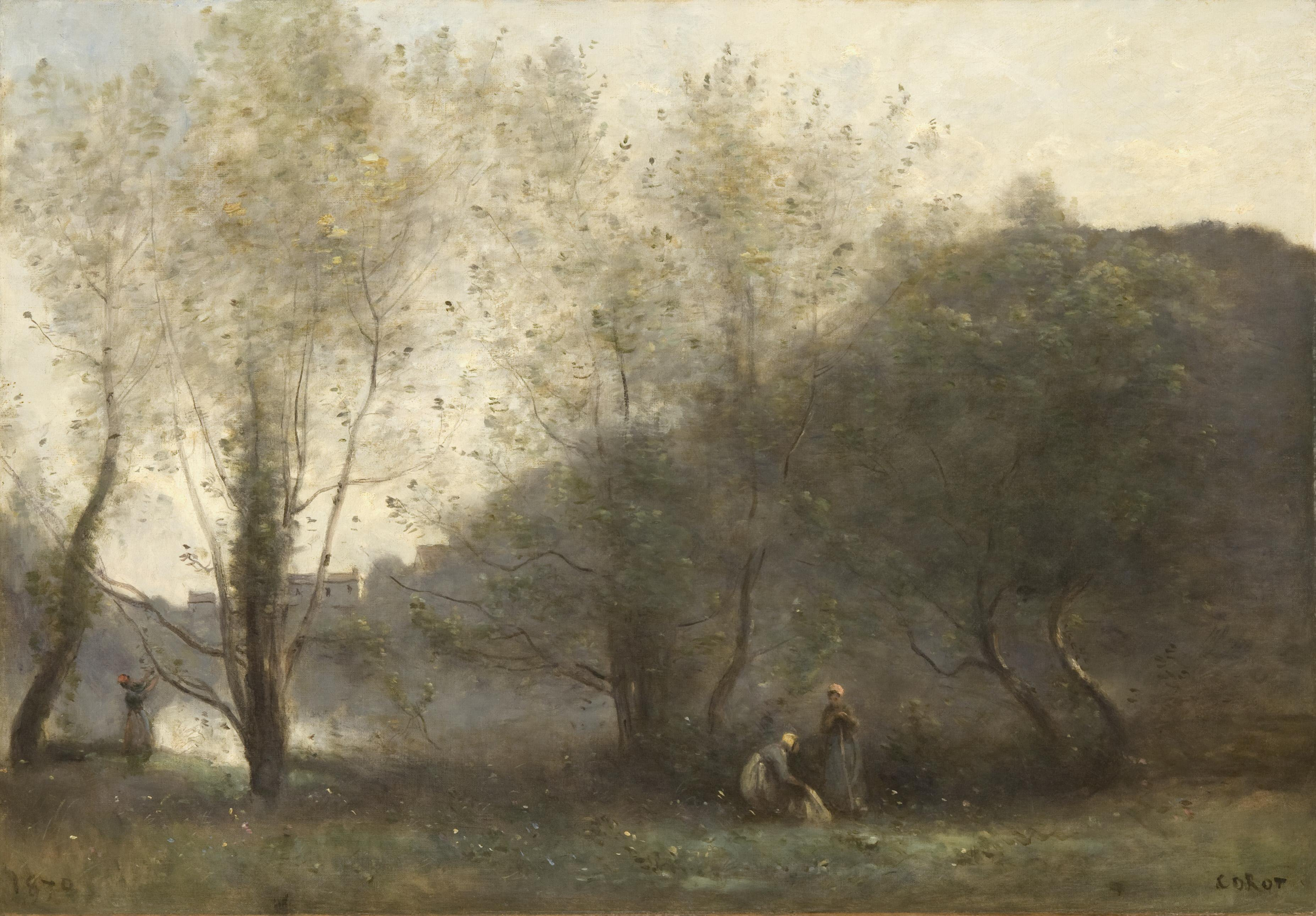
Camille Corot: Morgen am Teich von Ville-de´Avray.
Claude Monet: Kirche von Varengeville, Morgeneffekt, 1882.

## Monochromie
Bei der Monochromie (altgriechisch monochromatos = einfarbig) (auch monochromes Farbkonzept, monochrome Farbkonzeption, monochrome Malerei, französisch: Camaïeu) dominieren eine Farbe oder sehr ähnliche Farben, die in verschiedenen Stufen aufgehellt und abgedunkelt sein können. Meist wird durch die Hell-Dunkel-Stufen Körperhaftigkeit (Plastizität, Licht und Schatten) wiedergegeben. Im Unterschied zur Monochromie sind beim Valeurismus trotz des einheitlichen Grundtons auch unterschiedliche Farben zu erkennen.

Die Monochromie ist besonders beliebt im 18. Jahrhundert in der Porzellanmalerei und wird dort als Camaïeu bezeichnet. Kunstschaffende, die die Monochromie anwenden, sind zum Beispiel Pablo Picasso (blaue Periode) (1881–1973), Egon Schiele (1890–1918), Otto Dix (1891–1969) und Helen Frankenthaler (1928–2011). Eine extreme Variante ist die Monochromie mit absolut einfarbigen Flächen ohne Variationen und Schattierungen. Sie ist seit den 1950er-Jahren ein Farbkonzept mit dem Ziel letztmöglicher Konzentration und Vereinfachung, etwa bei Yves Klein (1928–1962).

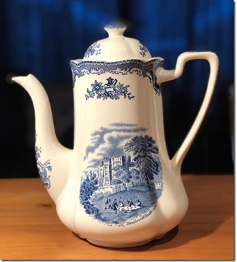
Kaffeekanne, Porzellanmalerei: Camaieu in Blau
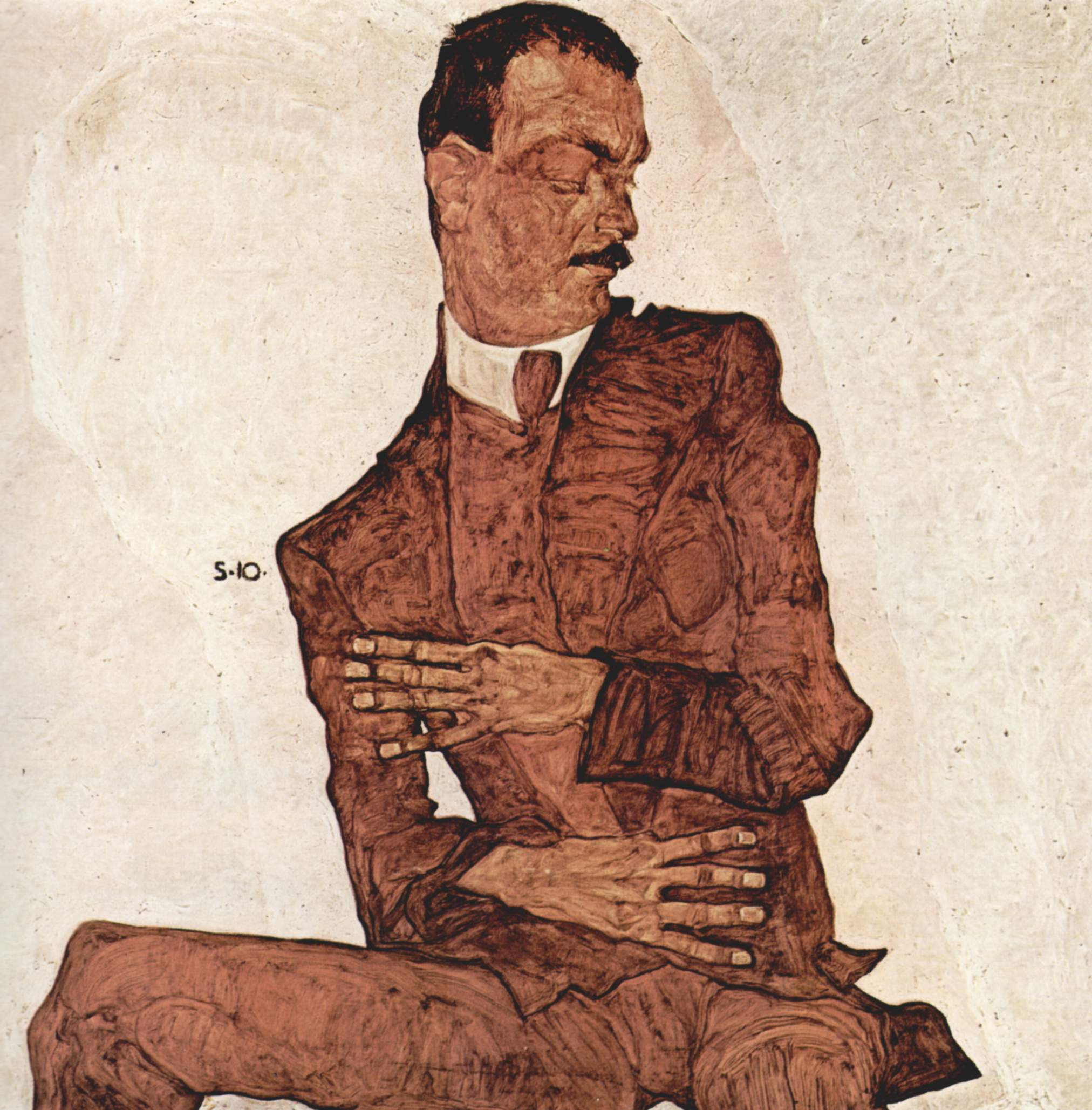
Egon Schiele: Porträt des Arthur Rössler.
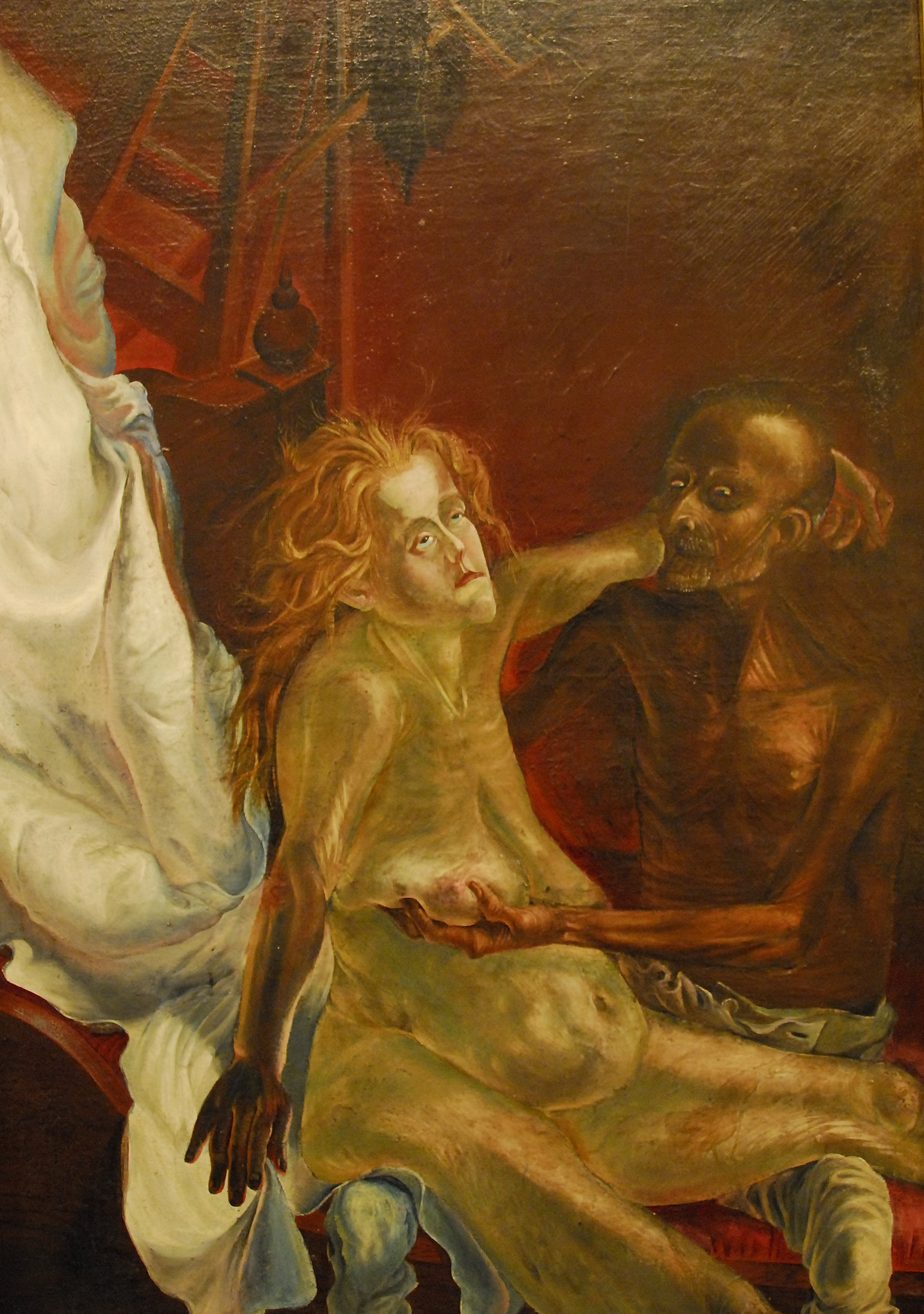
Otto Dix: Altes Liebespaar.
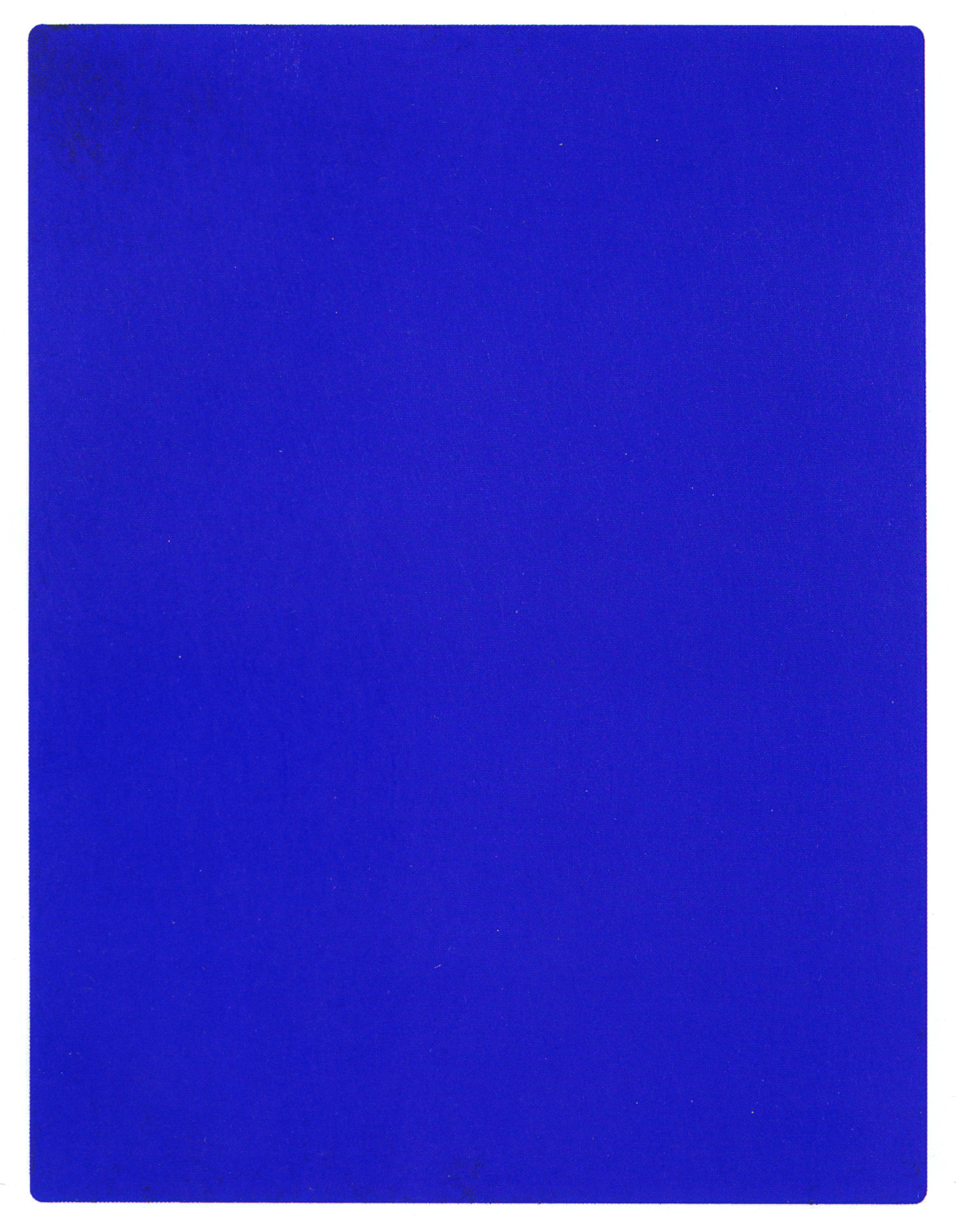
Yves Klein: Monochromie IKB 191.

## Grisaille
Bei der Grisaille (französisch grisaille = Eintönigkeit, französisch gris = grau) (auch Steinmalerei, unbuntes, achromatisches Farbkonzept) finden  neben Schwarz und Weiß nur fein modulierte Grautöne Verwendung. Meist wird dadurch Körperhaftigkeit (Plastizität, Licht und Schatten) wiedergegeben.

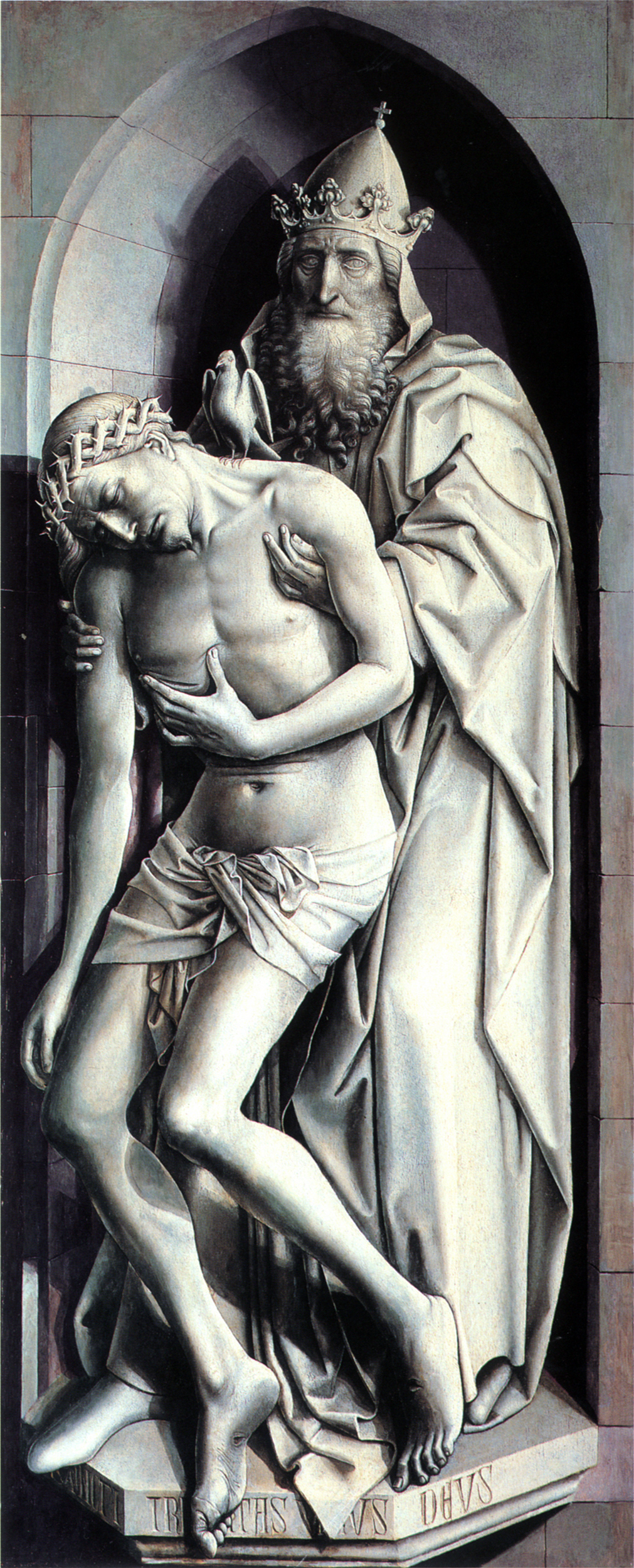
Malerei, die eine Steinskulptur imitiert. Meister von Flémalle: Gnadenstuhl.
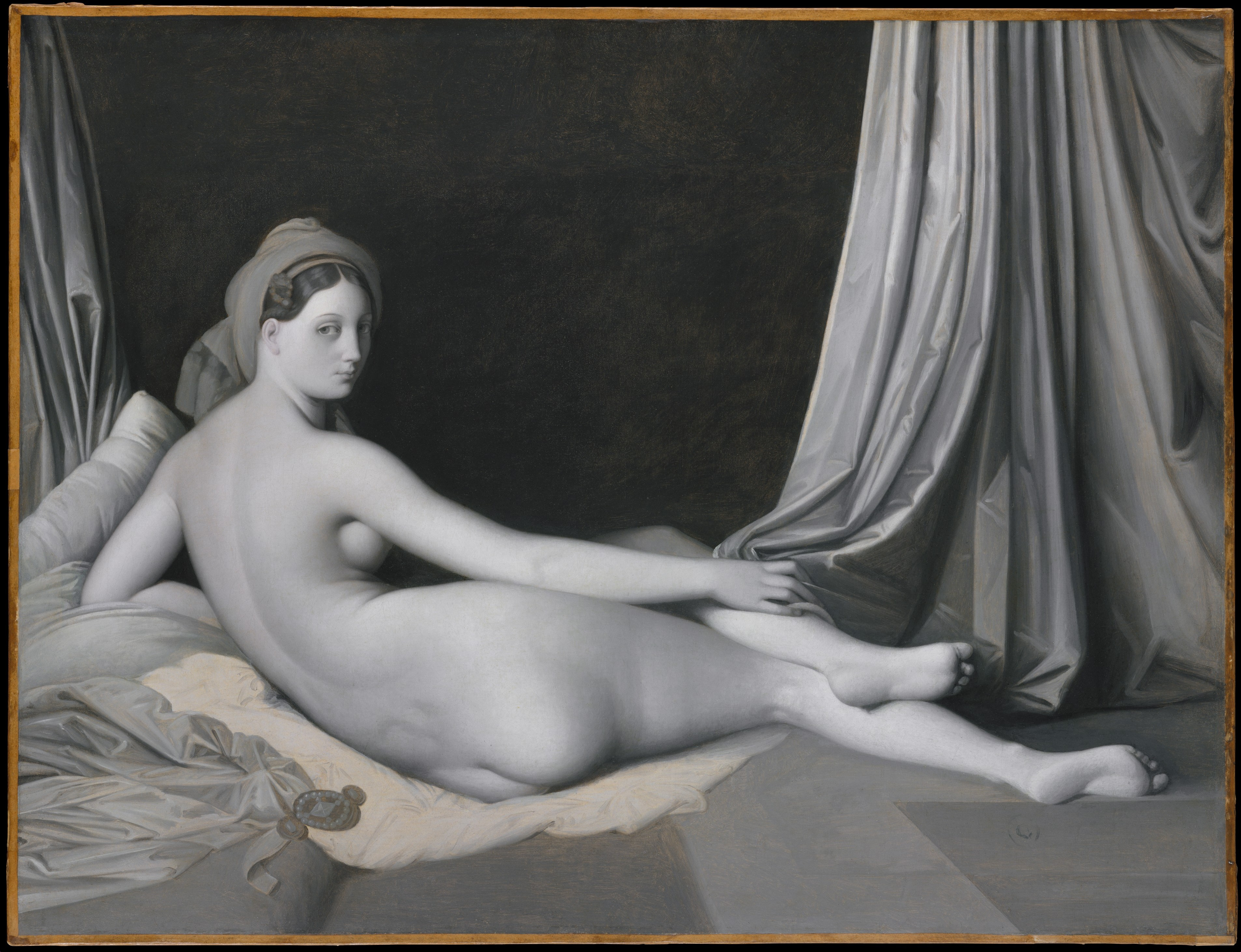
Möglicherweise malte Ingres diese Version, damit diese den Stechern von Schwarz-Weiß-Reproduktionen als Leitfaden dient. Jean Auguste Dominique Ingres: Odaliske als Grisaille.
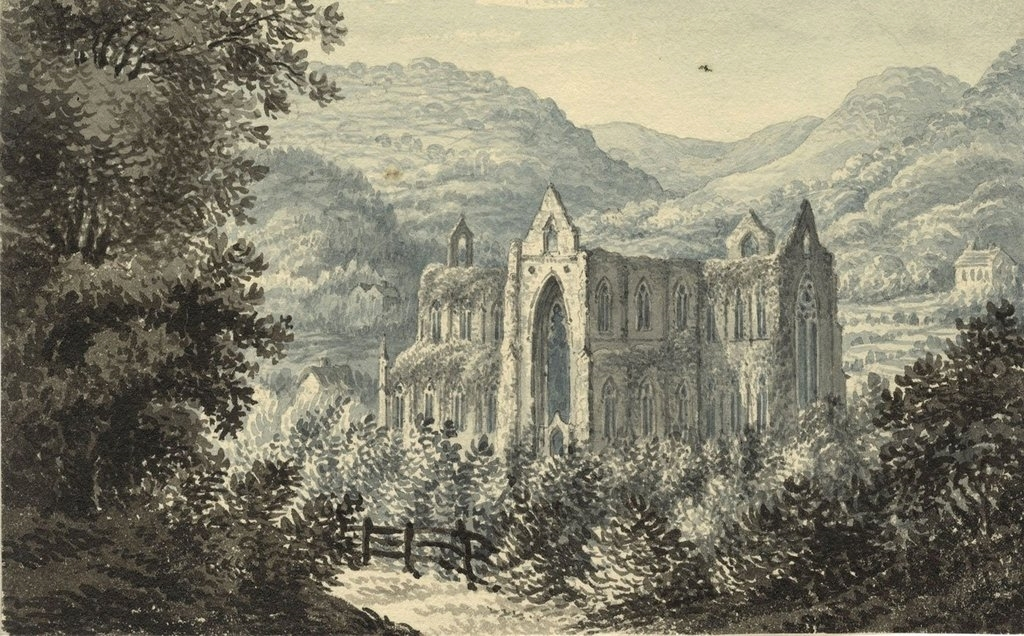
Aquarell in Grau. C. G.: Die Ruinen der Tintern Abtei vom Reitweg aus gesehen.
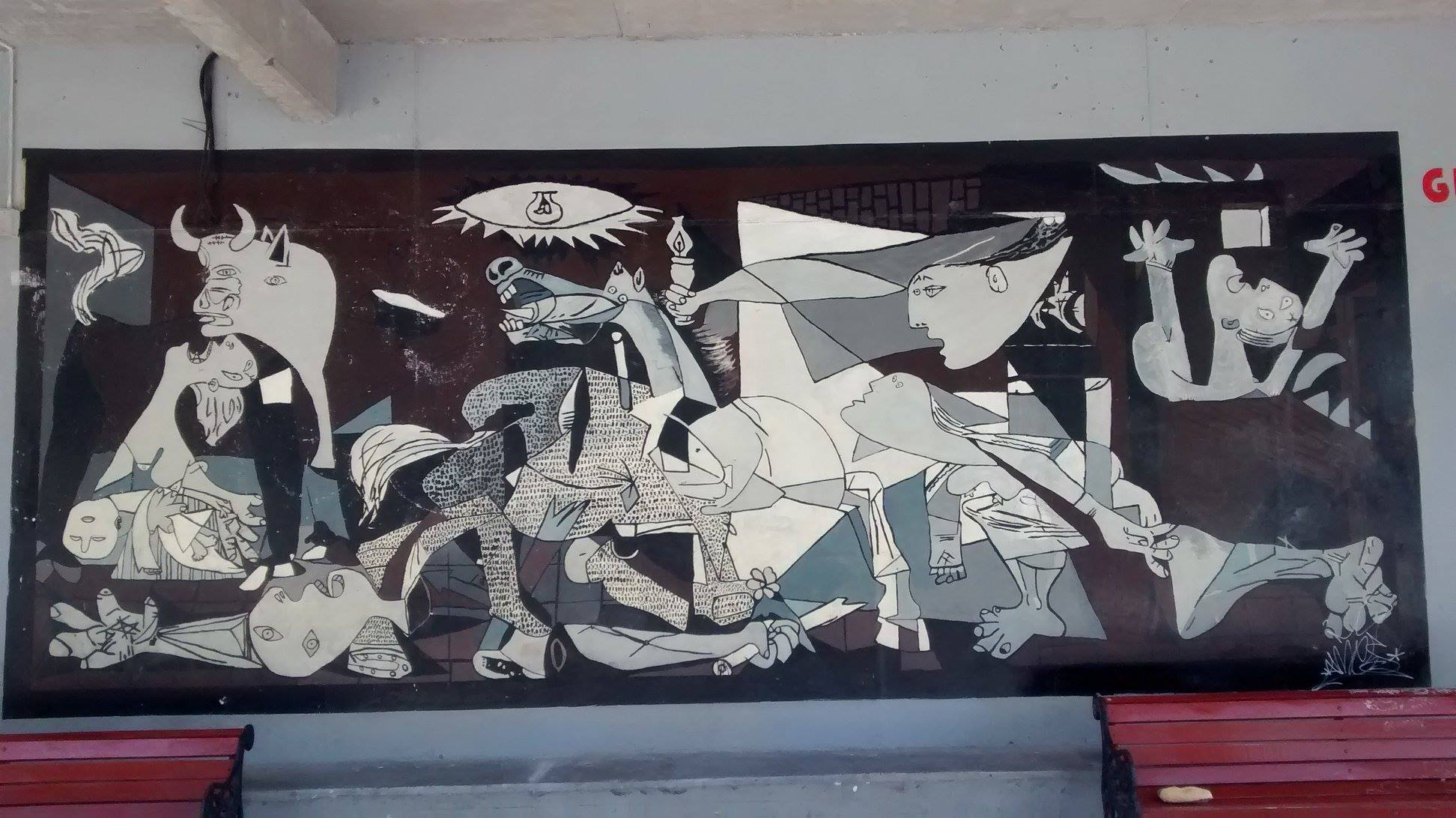
Die wohl berühmteste Grisaille. Pablo Picasso: Guernica (Kopie-Wandbild in Santiago de Chile).

## Mischformen
Die meisten Kunstschaffenden verwenden in ihren Malereien Mischformen aus unterschiedlichen Farbkonzepten.
- Beispielsweise finden sich im Gemälde „Die Vision des heiligen Johannes des Täufers“ von Parmigianino (1503–1540) koloristische und luminaristische Effekte. Luminaristisch gestaltet ist Marias Gewand, dessen Karminrot sich in seinem Farbwert fast im gleißenden Licht verliert. Die Hautfarbe von Johannes dem Täufer links unten zeigt weiße Glanzlichter und farblose Schatten. Hingegen rechts unten bei Hieronymus wirken das Rot des Mantels und das Braun seiner Haut in ihrer Flächigkeit eher als Farben, also koloristisch.[17]
- Das Gemälde „Sonnenuntergang“ von William Turner (1775–1851) lässt sich einerseits durch die betonte Farbigkeit dem Kolorismus zuordnen. Andererseits sind die Gelb-, Orange- und Rottöne mit feinster Differenzierung und in separaten Strichen aufgetragen, weshalb sich dieser Bereich dem Valeurismus zuordnen lässt. Schließlich finden sich im unteren Bereich allmähliche Übergänge mit differenzierten Blau-, Rot- und Brauntönen und mit nach unten zunehmender Helligkeit, wodurch sich dieser Bereich dem Luminarismus zuordnen lässt.

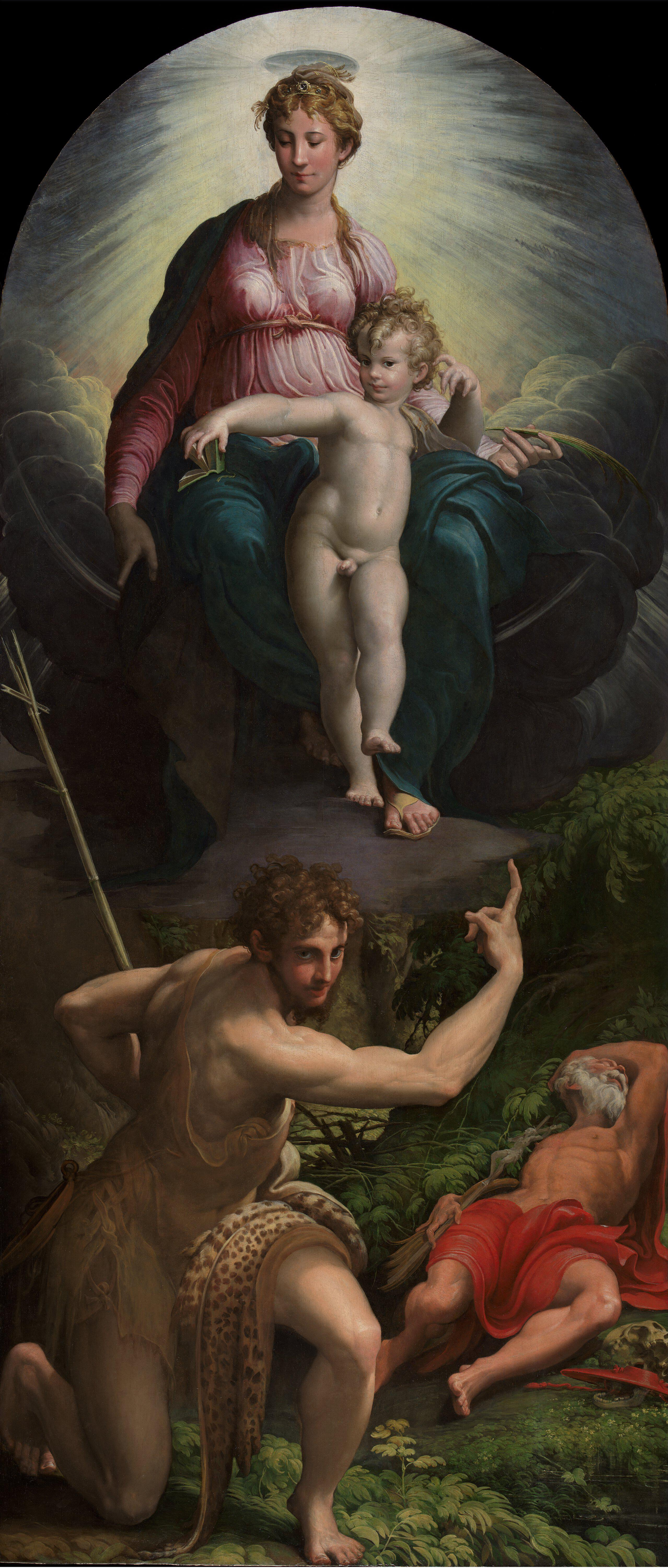
Parmigianino: Die Vision des heiligen Johannes des Täufers.
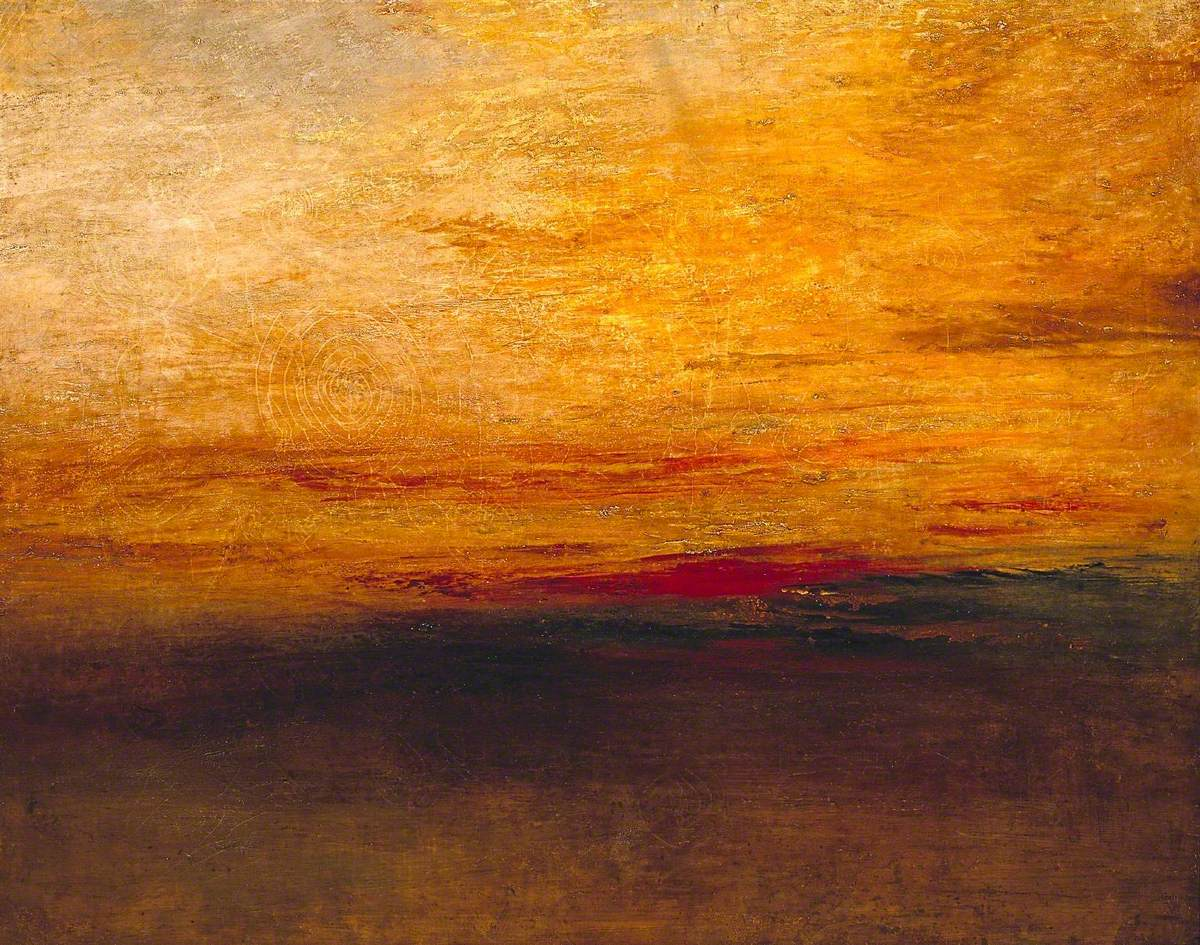
William Turner: Sonnenuntergang.

## Abweichungen der Definitionen
Häufig erwähnen Autoren unter der Bezeichnung Farbkonzept nur den Kolorismus und Valeurismus [z. B. Gerd Gaiser], manchmal ergänzt um Monochromie und Grisaille [z. B. Torsten Krämer]. Andere Autoren benennen ausschließlich den Chromatismus und Luminarismus [z. B. Ernst Strauss und Lorenz Dittmann].
Daneben sind die Definitionen der Farbkonzepte nicht immer einheitlich. Einige Autoren ordnen ein Farbkonzept mit feinsten Farbdifferenzierungen in kleinen Flecken oder Strichen dem Valeurismus zu und bezeichnen das Farbkonzept mit feinsten Farbdifferenzierungen und allmählichen Übergängen als Luminarismus [z. B. Lorenz Dittmann]. Andere Autoren hingegen bezeichnen dieses Farbkonzept mit allmählichen Übergängen als Valeurismus [z. B. Torsten Krämer].